# Löffelstrandläufer

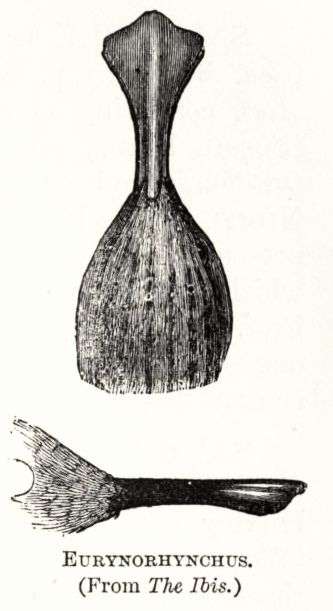
Schnabel des Löffelstrandläufers

Der Löffelstrandläufer (Calidris pygmaea, Syn.: Eurynorhynchus pygmaea) ist ein kleiner Watvogel. Namensgebend ist der am vorderen Ende auffällig verbreiterte Schnabel, der so bei keinem anderen Watvogel und nur bei wenigen anderen Vögeln zu finden ist. Der Langstreckenzieher kommt in Ostasien und Ostrussland an der Pazifikküste vor.

## Beschreibung
Der Löffelstrandläufer erreicht eine Körperlänge von 14 bis 16 Zentimeter. Die Flügelspannweite beträgt 36 bis 40 Zentimeter. Das Gewicht variiert zwischen 20 und 35 Gramm.
Der Kopf, der Hals und die Brust der erwachsenen Vögeln sind rotbraun mit dunkelbraunen Streifen. Die Unterseite ist schwärzlich mit hellbraunen und hell zimtfarbenen Säumen. Im Schlichtkleid fehlt die rötliche Färbung, die Federn der fahlbraungrauen Oberseite sind bis zu den Flügeldecken weißlich gesäumt. Die Unterseite ist weiß.

## Verbreitung und Lebensweise
Löffelschnabelstrandläufer brüten in der Tundra auf dem Boden, auf dem Zug und im Winter rasten sie auf Schlammflächen entlang des Ozeans. Der löffelförmige Schnabel wird nicht zum Seien, sondern zum Picken größerer Insekten von der Wasseroberfläche und zum Stochern in sandig-schlammigem Substrat benutzt.
Die Brutgebiete des Löffelstrandläufers liegen auf der Tschuktschen-Halbinsel und südlich entlang des Isthmus von Kamtschatka. Der Löffelstrandläufer brütet hier ausschließlich in Nehrungen mit karger Zwergstrauchtundra, die an Flussmündungen mit Wattflächen grenzen. Bis auf eine einzige Ausnahme liegen alle Brutstandorte höchstens fünf Kilometer vom Meer entfernt. Vermutlich war sein Brutgebiet auch in der Vergangenheit auf diese Region beschränkt und der Löffelstrandläufer nie besonders häufig.
Löffelstrandläufer ziehen entlang der Pazifikküste von Japan, Nordkorea, Südkorea und China in die Überwinterungsgebiete in Süd- und Südostasien. Es gibt Winternachweise von Löffelstrandläufern aus Indien, Bangladesch, Sri Lanka, Myanmar, Thailand, Vietnam, den Philippinen, der Malaiischen Halbinsel und Singapur.
Der Löffelstrandläufer steht vor dem Aussterben; sein Bestand ist stark rückläufig. Soll es im Jahr 2009 noch 120 bis 220 Brutpaare gegeben haben, wird derzeit (Stand 2012) davon ausgegangen, dass nicht mehr als 100 Brutpaare leben. Vor allem Habitatverlust entlang der Zugroute stellt ein großes Problem dar. So wurde zum Beispiel eines der wichtigsten Gebiete entlang der Zugroute bei Saemangeum in Südkorea bereits zum Teil eingedeicht, weitere Gebiete sollen folgen.
Wichtige Gebiete, in denen Löffelstrandläufer überwintern oder auf dem Zug rasten, sind Yangcheng in China, die Mai-Po-Flächen in Hong Kong, das Delta des Roten Flusses (Xuan-Thuy-Naturschutzgebiet) in Vietnam, der innere Golf von Thailand sowie Point Calimere und der Chilka-See in Indien.

## Belege

### Einzelbelege
1. ↑  Broad-billed Spoon-billed Sandpiper (Calidris pygmaea) bei HBW Alive.
2. 1 2 3  Couzon, S. 126.
3. ↑  Sale, S. 201.